# Mangaiasalangan
Mangaiasalangan (Aerodramus manuoi) är en förhistorisk utdöd fågel i familjen seglare. Fågeln beskrevs 2002 utifrån subfossila lämningar funna i en grotta på ön Mangaia i Cooköarna i södra Stilla havet. Arten är den första och hittills enda arten i släktet som beskrivits just från benlämningar. Den var lik atiusalanganen som förekommer än idag på grannön Atiu, men var både större och hade annorlunda proportioner. 
Trots att det finns ett stort antal grottor på Mangaia finns få lämningar efter arten. Troligen använde polynesier dessa grottor som skydd och begravningsplats. Det är inte sannolikt att fågeln jagades för föda, men den stördes sannolikt av människan och föll eventuellt offer för introducerade arter. Cooköarna är den första ögrupp öster om Vanuatu som visat sig härbärgera fler än en art salangan i Aerodramus.